# MC Marechal
Rodrigo Cerqueira de Souza Machado Vieira (Niterói, 22 de setembro de 1981), mais conhecido pelo nome artístico MC Marechal é um rapper, compositor, produtor, apresentador e ativista brasileiro. Iniciou sua carreira como MC no ano de 1998, tendo participado do extinto Quinto Andar e atualmente segue carreira solo.

## Carreira

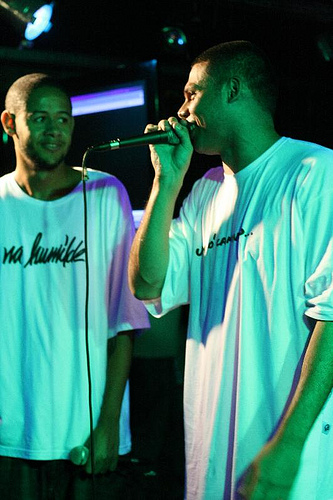
MC Marechal junto com Emicida durante um show

Iniciou sua carreira em batalhas de MCs e nas rodas de freestyle da Zoeira Hip Hop como mc residente da festa organizada por Elza Cohen na Lapa no ano de 1998, nas quais se destacava. Após, integrou o extinto grupo de rap Quinto Andar em 1999, junto com artistas como De Leve e Shawlin.
No entanto, foi o primeiro a deixar o grupo, para seguir carreira solo; gravou com Marcelo D2 e Fernandinho Beatbox a música "Loadeando", que alcançou destaque nacional. Conhecido nacionalmente por compor letras de espírito diferente da maioria dos rappers, Marechal ficou mais conhecido em 2005, quando entrou em uma rixa com o rapper paulistano Cabal. Começou com Marechal gravando "Sua Mina Ouve Meu Rap", tendo a resposta por "Temporada de Caça" por C4bal. A rixa começou a ganhar ares mais pesados com as canções "Vai Tomar no Cú, Cabal" e "Foda-se Dichinelo", de Marechal & Gutierrez e Cabal e P Rima, respectivamente. 
Está em um projeto para o lançamento de um álbum a quase uma década; no entanto, o single "Espírito Independente" foi o seu primeiro trabalho. Marechal tem diversas afiliações com MCs, assim como Gutierrez, Marcelo D2, Rashid.
O MC Emicida, lançou o EP Sua Mina Ouve Meu Rap Também, que faz alusão a letra escrita por Marechal onde ele ataca o rapper Cabal. Conhecido por usar frequentemente a frase Um Só Caminho, que é uma de suas ideologias, Marechal também exerce a profissão de produtor musical.
Marechal acabou virando meme devido às vezes em que o mesmo adiou seu disco solo

## Um Só Caminho
A ideologia Um Só Caminho, muito divulgada por Marechal, pode ser resumida em respeito, lealdade e disciplina, sem discípulos e sem hierarquia, a união de todos esses "caminhos" em defesa de um único objetivo.
Marechal preferiu divulgar seus ideais, que vão contra o domínio do sistema sobre tudo, desde o tipo de comida ou bebida até os programas de televisão e músicas que farão sucesso, antes de focar em lançar um disco ou divulgar seus singles pelas rádios do país, tornando-se um dos poucos que acredita que o rap ainda é música de mensagem. O que levou muitos a seguirem seu trabalho tanto pela sua ideologia como pelas suas músicas. Estas que sempre falam da necessidade do ser-humano atual se desvencilhar de todas as coisas que as redes televisivas impõem como necessário e buscar o que realmente os agrade, já que não existe muitos que sejam críticos nos dias de hoje, facilitando para que as próprias gravadoras decidam quem vai fazer sucesso e o que será divulgado pelos artistas, fazendo com que estes abdiquem muitas vezes de fazer o que realmente gosta em troca do sucesso que as gravadoras podem proporcionar e das facilidades que conseguirá com isso.
Há muitas pessoas que dizem passar a prestar mais atenção nas músicas do Marechal após ouvir "Não sei fazer o som do momento, eu faço do momento um som", em Espírito Independente, que resume muito o que os artistas de atuais fazem e esse domínio sobre eles.
Enfim, o caminho para o sucesso, o caminho para a felicidade, o caminho para a paz, o caminho para o bem, todos eles precisam ser o mesmo. Um Só Caminho.

## Batalha do Conhecimento
Idealizada e divulgada pelo Marechal, a Batalha do Conhecimento visa valorizar o conteúdo das rimas em batalhas de rap. Ao invés de ficar com trocação de farpas e ridicularizações, atacando ao rival, no que são conhecidas como "batalhas de sangue", a Batalha do Conhecimento, propõe enfatizar rimas sobre novos conceitos, educação, cultura, política e, algumas vezes, temas relacionados à exposição, já que geralmente acontece no MAR (Museu de Arte do Rio). Algumas vezes, os temas para a batalha são escolhidas na hora pelo público presente. Ao invés de só rimar, o rapper precisa ensinar, divulgar algum conteúdo, contar o que sabe sobre o tema.
Os próprios diretores do MAR convidaram o MC Marechal a abrigar os eventos da Batalha do Conhecimento sempre no Museu da zona portuária do Rio de Janeiro desde janeiro de 2014. Eles alegaram que a forte ligação do Marechal com as comunidades, facilitaria ao mostrar para os jovens e para o pessoal de periferia que ali também era lugar para eles frequentarem e visitarem, já que muitas dessas pessoas acham que "museus são lugares para velhos e ricos", diversificando e destruindo barreiras entre os visitantes do museu.

## Projeto Livrar
Em parceria com Janaína Michalski, Marechal criou, em 2012, o projeto a que deu o nome de Livrar, que distribui livros de autores independentes pelo Brasil em seus shows. Fazendo uso da sua representatividade no RAP para fortalecer a importância da literatura. Segundo o próprio, "LIVRAR" é a união dos termos "livro" e "levar".
Funciona assim: o autor que quer disponibilizar seus livros faz um simples cadastro na internet e se responsabiliza a entregar certa quantidade de livro ao Marechal, quando ele estiver na cidade do autor; Marechal leva alguns livros de outros autores independentes e troca pelos do autor em questão.
“Minha intenção é praticar o que eu falo nas letras das músicas. Acredito que a literatura é tão importante quanto a música, mas quase sempre a música tem mais promoção que a literatura. Pensei em aproveitar a visibilidade que tenho no RAP  para também passar a mensagem dos livros, compartilhando meu espaço artístico com outras vertentes”, diz o rapper.
"Livrar, Livrar de tudo aquilo que nos distancia das leituras, Livrar de tudo aquilo que nos distancia das artes, Livrar de toda publicidade/propaganda/mídia que só vende uma memória coletiva de um mundo caótico. Mais do que importante, esse projeto é necessário, pois essa nossa força talvez venha de uma educação libertadora, que nos eduque a se livrar dos males, a compartilhar o conhecimento, o HIP-HOP. Livrar é uma necessidade, é uma vivência, uma resistência, uma vida, somos nós!” OHUAZ, músico e organizador do show do MC Marechal em Guarulhos/SP.

## Discografia

### Singles
- "Espírito Independente" (2007)[6]
- "Sangue Bom" (2010)[7]
- "A Rua Sabe"[8]
- "A Guerra"[8]'
- "Vamos voltar a Realidade" [8]
- "Sangue Bom" [8]
- "Viagem"
- "Griot" ( 2011 )
- "VVAR"
- "Primeiro de Abril"
- Quem Tava Lá? (com Costa Gold e Luccas Carlos)